# 李清林
李清林（1944年4月—2021年6月20日），男，汉族，吉林农安人，中华人民共和国政治人物，曾任中共河南省委副书记、省纪委书记，第十一届全国人民代表大会河南地区代表。

## 生平
1944年4月生于黑龙江省安达县，原籍吉林农安。1963年8月进入哈尔滨师范学院中文系学习。1965年加入中国共产主义青年团。1967年9月至1968年7月，留校待分配。1968年7月至1970年5月，任黑龙江省肇州县新福公社高中教师、校革委会副主任。1969年10月加入中国共产党。1970年5月至1973年9月，任中共肇州县委办公室干事、县委政策研究室副科级研究员。1973年9月至1975年10月，任肇州县榆树公社党委副书记、榆树公社革委会副主任。1975年10月至1977年10月，任中共肇州县委政策研究室负责人、县委办公室副主任。1977年10月至1983年9月，任中共黑龙江省委组织部干部一处科级巡视员、副处长。1983年9月至1988年11月，任中共黑龙江省委组织部副部长。1988年11月至1990年2月，任中共松花江地委书记。1990年2月至1992年10月，任中共佳木斯市委书记。1992年10月至1993年5月，任中共黑龙江省纪委副书记。1993年5月至1997年8月，任中共黑龙江省委常委、省纪委书记（其间于1997年5月至1997年8月兼任哈尔滨市委书记）。1997年8月至1999年5月，任中共黑龙江省委常委、哈尔滨市委书记。1999年5月至2001年10月，任中共河南省委常委、政法委书记。2001年10月至2006年8月，任中共河南省委副书记、省纪委书记。2006年8月至10月，任中共河南省委副书记。2007年1月至2013年7月，任中国法学会副会长。2013年7月退休。2021年6月20日11时12分在北京市解放军306医院逝世。